# Козак Микола Михайлович (краєзнавець)
Микола Михайлович Козак (нар. 16 грудня 1970, с. Доброполе Бучацького району) — український педагог, історик, краєзнавець.

## Життєпис
Батьки народилися на Закерзонні, разом зі своїми батьками опинилися на Бучаччині внаслідок депортації.

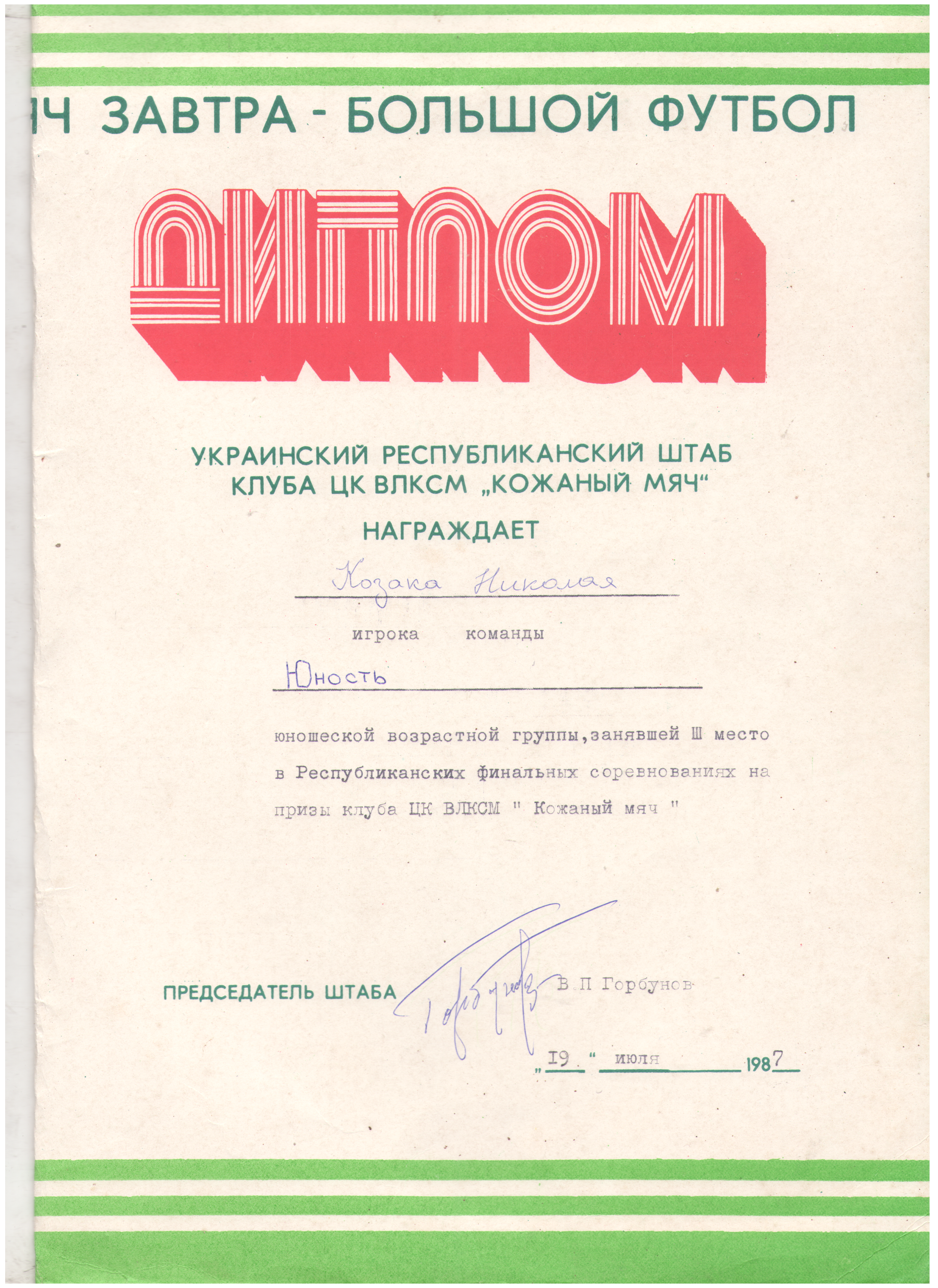
Грамота Миколи Козака, 1987.

Закінчив неповну середню школу в с. Підзамочок (1986), Бучацьку середню школу № 1 (нині — Бучацька гімназія імені В. М. Гнатюка), після цього — Івано-Франківський педагогічний інститут (1993, нині Прикарпатський національний університет імені Василя Стефаника).
Разом з командою «Юність», основу якої склали учні Бучацької ДЮСШ, посів 3-е місце у фінальному етапі змагань на приз клубу «Шкіряний м'яч» (Калуш, 1987 рік).
Працював у 1993—1994 роках педагогом-організатором Підзамочківської СШ. Від 1994 року — учителем історії в школах сіл Звенигород і Новоставці на Бучаччині. Від 1996 року також на посаді старшого наукового співробітника Бучацького районного краєзнавчого музею.
Досліджує історію Бучаччини. Учасник багатьох наукових конференцій, зокрема, у 2012 році («Перспективи відродження замків Бучаччини»), що відбулась у ДІАЗ «Замки Тернопілля». Володіє польською мовою.

## Доробок
Автор текстів путівників про Бучач та район («Бучач та околиці», 2008; «Бучач», 2010, «Бучач» 2017), співавтор книги «Вінок Соломії» (2007), статей у районній газеті «Нова доба», збірнику «Береги свободи слова» (2008), консультант документальних фільмів і телесюжетів про Бучач.